# Буша, Бьянка
Бья́нка Бу́ша (серб. Бјанка Буша; р. 25 июля 1994, Врбас, СР Югославия) — сербская волейболистка, нападающая-доигровщица. Двукратная чемпионка мира (2018, 2022), двукратная чемпионка Европы, серебряный призёр Олимпийских игр 2016.

## Биография
В 2009 году Бьянка Буша дебютировала на профессиональном уровне выступлением в чемпионате Сербии за команду «Поштар-064» (Белград). В 2010 году перешла в другую столичную команду — «Визуру». За четыре года выступлений в этом клубе она дважды становилась чемпионкой страны (в 2014 и 2015), выигрывала Кубок и Суперкубок Сербии.
В 2015 году перешла в итальянскую команду из Виченцы, но в начале 2016 покинула Италию и была заявлена за румынскую «Тырговиште», с которой выиграла Кубок Румынии. В 2016—2017 — вновь в Италии, в команде «Металлеге Монтикьяри» (Флеро). В 2017—2020 выступала за польский «Хемик» из Полице, с которым стала чемпионкой Польши в сезоне 2017/18. В 2020 заключила контракт с турецким «Фенербахче».
В 2011—2012 годах Бьянка Буша трижды становилась призёром чемпионатов мира и Европы в составах юниорской и молодёжной сборных Сербии.
В национальной сборной Сербии Буша дебютировала в 2015 году и стала бронзовым призёром чемпионата Европы, который прошёл в Бельгии и Нидерландах. В том же году она стала серебряным призёром Кубка мира и бронзовым на первых Европейских играх в Баку.
На Олимпийских играх 2016 в Рио-де-Жанейро Буша большей частью выходила на замену в основном для усиления подачи (в стартовом составе сыграла только в матче группового раунда с голландками). По итогам олимпийского турнира Буша со своей сборной стала обладательницей серебряных медалей, а год спустя выиграла «золото» чемпионата Европы.
В начале чемпионата мира 2018 года, который проходил в Японии, Буша выходила только на замену, но после того, как в игре первого группового раунда травму получила Бояна Миленкович, она стала игроком стартового состава, отыграв без замен все матчи решающей стадии турнира. В финальном пятисетовом поединке с итальянками она заработала 6 очков и помогла своей сборной впервые в истории выиграть золотые медали чемпионата мира. При этом Буша стала самым принимающим игроком чемпионата: в неё подали 371 раз — больше, чем в любого другого игрока чемпионата мира. Чемпионат мира 2022 принёс волейболистке второе «золото» мировых первенств.

### Клубная карьера
- 2009—2010 —  «Поштар-064» (Белград);
- 2010—2015 —  «Визура»/«Партизан-Визура» (Белград);
- 2015 —  «Обьеттиво Ризорчименто» (Виченца);
- 2016 —  «Тырговиште»;
- 2016—2017 —  «Металлеге Монтикьяри» (Флеро);
- 2017—2019 —  «Хемик» (Полице);
- 2019—2020 —  «Альба-Блаж» (Блаж);
- 2020—2021 —  «Фенербахче» (Стамбул);
- 2021—2022 —  «Локомотив» (Калининград);
- 2022—2023 —  «ПТТ Спор» (Анкара);
- 2023—2024 —  «Вакыфбанк» (Стамбул);
- 2024—2025 —  «Арас Карго» (Измир);
- с 2025 —  «Паниониос» (Неа-Змирни).

## Достижения

### Со сборными Сербии
- серебряный призёр Олимпийских игр 2016;
  - бронзовый призёр Олимпийских игр 2020
- двукратная чемпионка мира — 2018, 2022.
- серебряный призёр розыгрыша Кубка мира 2015.
- бронзовый призёр Гран-при 2017.
- бронзовый призёр Лиги наций 2022.
- двукратная чемпионка Европы — 2017, 2019;
  - двукратный серебряный (2021, 2023) и бронзовый (2015) призёр чемпионатов Европы.
- бронзовый призёр Европейских игр 2015.
- бронзовый призёр чемпионата мира среди девушек 2011.
- серебряный призёр молодёжного чемпионата Европы 2012.
- бронзовый призёр чемпионата Европы среди девушек 2011.

### С клубами
- двукратная чемпионка Сербии — 2014, 2015;
  - серебряный (2011) и двукратный бронзовый (2012, 2013) призёр чемпионатов Сербии.
- победитель розыгрыша Кубка Сербии 2015;
  - 3-кратный серебряный призёр Кубка Сербии — 2011, 2013, 2014.
- двукратная обладательница Суперкубка Сербии — 2014, 2015.
- чемпионка Румынии 2020;
  - серебряный призёр чемпионата Румынии 2016.
- победитель розыгрыша Кубка Румынии 2016.
- чемпионка Польши 2018.
- победитель розыгрыша Кубка Польши 2019.
- серебряный (2021) и бронзовый (2024) призёр чемпионатов Турции.
- серебряный призёр розыгрыша Кубка России 2021.

- серебряный призёр клубного чемпионата мира 2023.

### Индивидуальные
- 2019: лучшая на приёме Кубка Польши.